# Koike Junki
Junki Koike (小池 純輝 Koike Junki, sinh ngày 11 tháng 5 năm 1987 ở Ranzan, Saitama) là một cầu thủ bóng đá người Nhật Bản hiện tại thi đấu cho Ehime FC.

## Thống kê sự nghiệp
Cập nhật đến ngày 23 tháng 2 năm 2018.
| Thành tích câu lạc bộ | Thành tích câu lạc bộ | Thành tích câu lạc bộ | Giải vô địch | Giải vô địch | Cúp                   | Cúp                   | Cúp Liên đoàn | Cúp Liên đoàn | Châu lục | Châu lục  | Tổng cộng | Tổng cộng |
| Mùa giải              | Câu lạc bộ            | Giải vô địch          | Số trận      | Bàn thắng    | Số trận               | Bàn thắng             | Số trận       | Bàn thắng     | Số trận  | Bàn thắng | Số trận   | Bàn thắng |
| Nhật Bản              | Nhật Bản              | Nhật Bản              | Giải vô địch | Giải vô địch | Cúp Hoàng đế Nhật Bản | Cúp Hoàng đế Nhật Bản | Cúp Liên đoàn | Cúp Liên đoàn | Châu Á   | Châu Á    | Tổng cộng | Tổng cộng |
| --------------------- | --------------------- | --------------------- | ------------ | ------------ | --------------------- | --------------------- | ------------- | ------------- | -------- | --------- | --------- | --------- |
| 2006                  | Urawa Red Diamonds    | J1 League             | 0            | 0            | 0                     | 0                     | 0             | 0             | -        | -         | 0         | 0         |
| 2007                  | Urawa Red Diamonds    | J1 League             | 4            | 0            | 1                     | 0                     | 0             | 0             | 0        | 0         | 5         | 0         |
| 2008                  | Urawa Red Diamonds    | J1 League             | 0            | 0            | 0                     | 0                     | 0             | 0             | 0        | 0         | 0         | 0         |
| 2009                  | Thespa Kusatsu        | J2 League             | 49           | 6            | 1                     | 0                     | -             | -             | -        | -         | 50        | 6         |
| 2010                  | Mito HollyHock        | J2 League             | 31           | 2            | 2                     | 0                     | -             | -             | -        | -         | 33        | 2         |
| 2011                  | Mito HollyHock        | J2 League             | 36           | 4            | 3                     | 2                     | -             | -             | -        | -         | 39        | 6         |
| 2012                  | Tokyo Verdy           | J2 League             | 23           | 3            | 2                     | 0                     | -             | -             | -        | -         | 25        | 3         |
| 2013                  | Tokyo Verdy           | J2 League             | 36           | 5            | 2                     | 0                     | -             | -             | -        | -         | 38        | 5         |
| 2014                  | Yokohama FC           | J2 League             | 36           | 4            | 0                     | 0                     | -             | -             | -        | -         | 36        | 4         |
| 2015                  | Yokohama FC           | J2 League             | 41           | 5            | 2                     | 0                     | -             | -             | -        | -         | 43        | 5         |
| 2016                  | JEF United Chiba      | J2 League             | 9            | 0            | 2                     | 0                     | -             | -             | -        | -         | 11        | 0         |
| 2017                  | Ehime FC              | J2 League             | 32           | 0            | 0                     | 0                     | -             | -             | -        | -         | 32        | 0         |
| Tổng cộng sự nghiệp   | Tổng cộng sự nghiệp   | Tổng cộng sự nghiệp   | 297          | 29           | 15                    | 2                     | 0             | 0             | 0        | 0         | 312       | 31        |